# Zentralfriedhof (Erlangen)

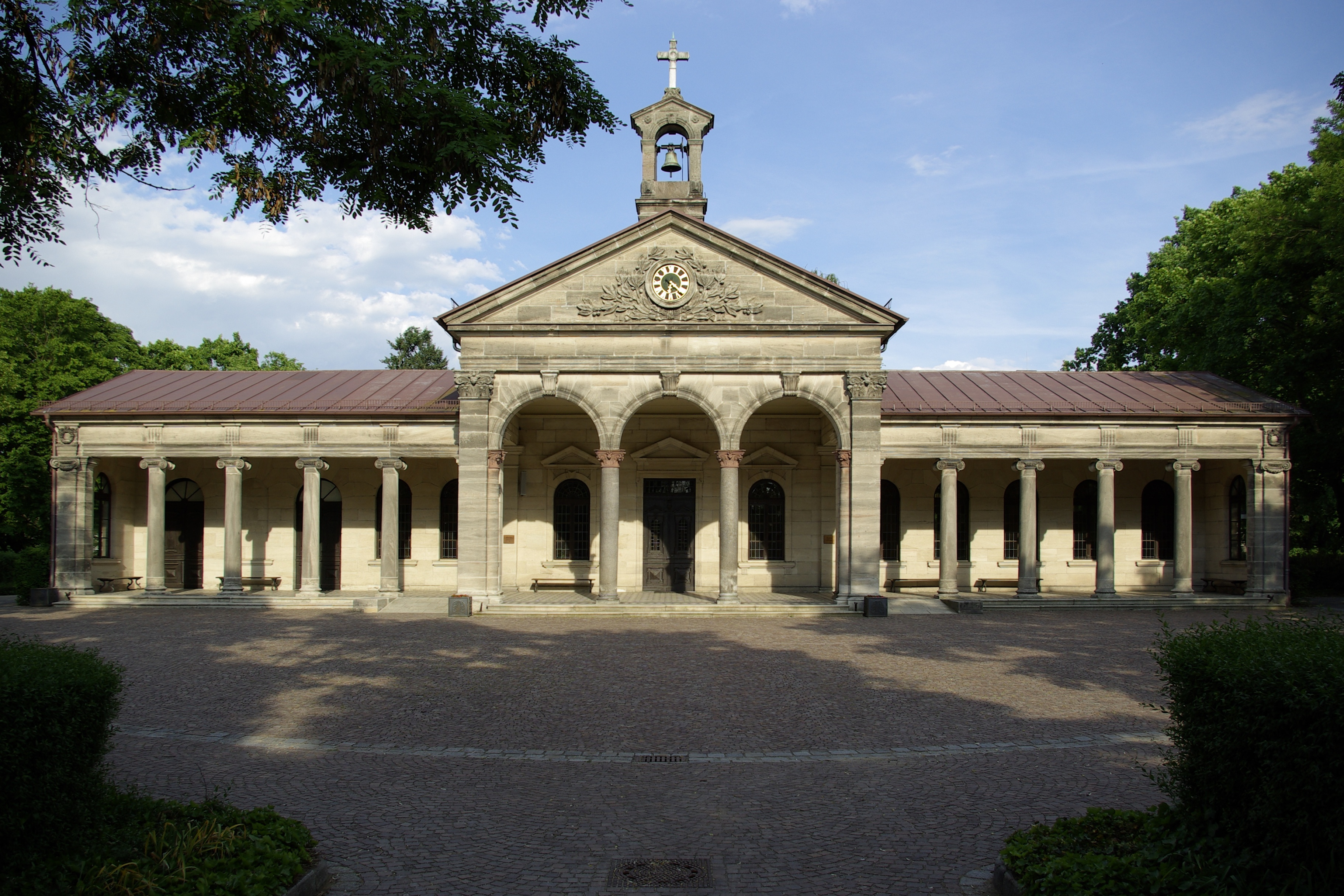
Aussegnungshalle des Erlanger Zentralfriedhofs

Der Zentralfriedhof (auch als Städtischer Friedhof bezeichnet) ist ein städtischer Friedhof in Erlangen. Mit einer Fläche von rund 60.000 Quadratmetern und etwa 9.000 Gräbern ist er der größte Friedhof der mittelfränkischen Großstadt. Sein Bestattungsbezirk umfasst heute die Erlanger Kernstadt (östlich der Regnitz) sowie die Stadtteile Sieglitzhof und Tennenlohe.

## Geschichte
Nachdem der erste städtische Friedhof Erlangens, der sich an der Stelle des heutigen Ehrenfriedhofs befindet, aufgrund des Bevölkerungswachstums zu klein geworden war, erbaute man in den 1890er Jahren weiter stadtauswärts, auf einem rund 50.000 Quadratmeter großen Grundstück auf dem Brucker Anger, den Zentralfriedhof. Die Baukosten beliefen sich auf rund 90.000 Mark, der für alle Angehörige aller Konfessionen und Verstorbene der Heil- und Pflegeanstalten offene Friedhof wurde am 26. September 1895 eröffnet. Die Friedhofsmauer umschloss anfangs nur drei Seiten des Geländes.
Zwischen 1916 und 1921 wurden auf dem Zentralfriedhof die im Erlanger Kriegsgefangenenlager verstorbenen russischen, italienischen und französischen Soldaten bestattet. Die Toten der beiden letztgenannten Nationalitäten wurden 1926 in ihre Heimatländer überführt. Die russischen Lagerinsassen hatten dagegen bereits im Sommer 1919 einen zwei Meter hohen Gedenkstein aus Granit mit kyrillischer Inschrift für ihre Kameraden aufstellen lassen. Deren Einzelgräber wurden 1929 aufgelöst und die Gebeine in zwei scharrierten Kunststein-Sarkophagen zusammengelegt, die beiderseits des Gedenksteins aufgestellt wurden.
Im Jahr 1927 wurde der Zentralfriedhof erstmals nach Osten hin erweitert. 1944/45 erfolgte eine Ausdehnung nach Süden bis zur Fließbachstraße. Die vorerst letzte Erweiterung nach Osten bis zur Michael-Vogel-Straße fand 1957 statt. Bereits 1954 hatte man den Blumenkiosk neben dem Haupteingang erbaut. Im Februar 1962 wurde der Neubau des städtischen Garten- und Friedhofsamtes (seit 1996 Teil des Standesamtes) in der Nordostecke des Zentralfriedhofs bezogen. Im Mai 1998 wurde eine neue Urnenhalle eingeweiht.

## Beschreibung
Der Zentralfriedhof befindet sich an der Äußeren Brucker Straße 53, einer wichtigen Ein- und Ausfallstraße Erlangens, rund einen Kilometer südwestlich des historischen Stadtkerns. Er weist in Nord-Süd-Richtung eine Ausdehnung von fast 300 Metern, in Ost-West-Richtung von rund 250 Metern auf.
Neben rund 225 Gefallenen des Zweiten Weltkriegs und vier Angehörigen der lange Zeit in Erlangen stationierten US-Garnison sind auf dem Zentralfriedhof auch zahlreiche Persönlichkeiten der öffentlichen Lebens begraben. Darunter befinden sich Professoren der Friedrich-Alexander-Universität wie zum Beispiel Isidor Rosenthal († 1915), Leo Hauck († 1945), Otto Goetze († 1955) und Heinrich Franke († 1966) oder die ehemaligen Bürgermeister Michael Poeschke († 1959), Friedrich Sponsel († 1980) und Heinrich Lades († 1990).

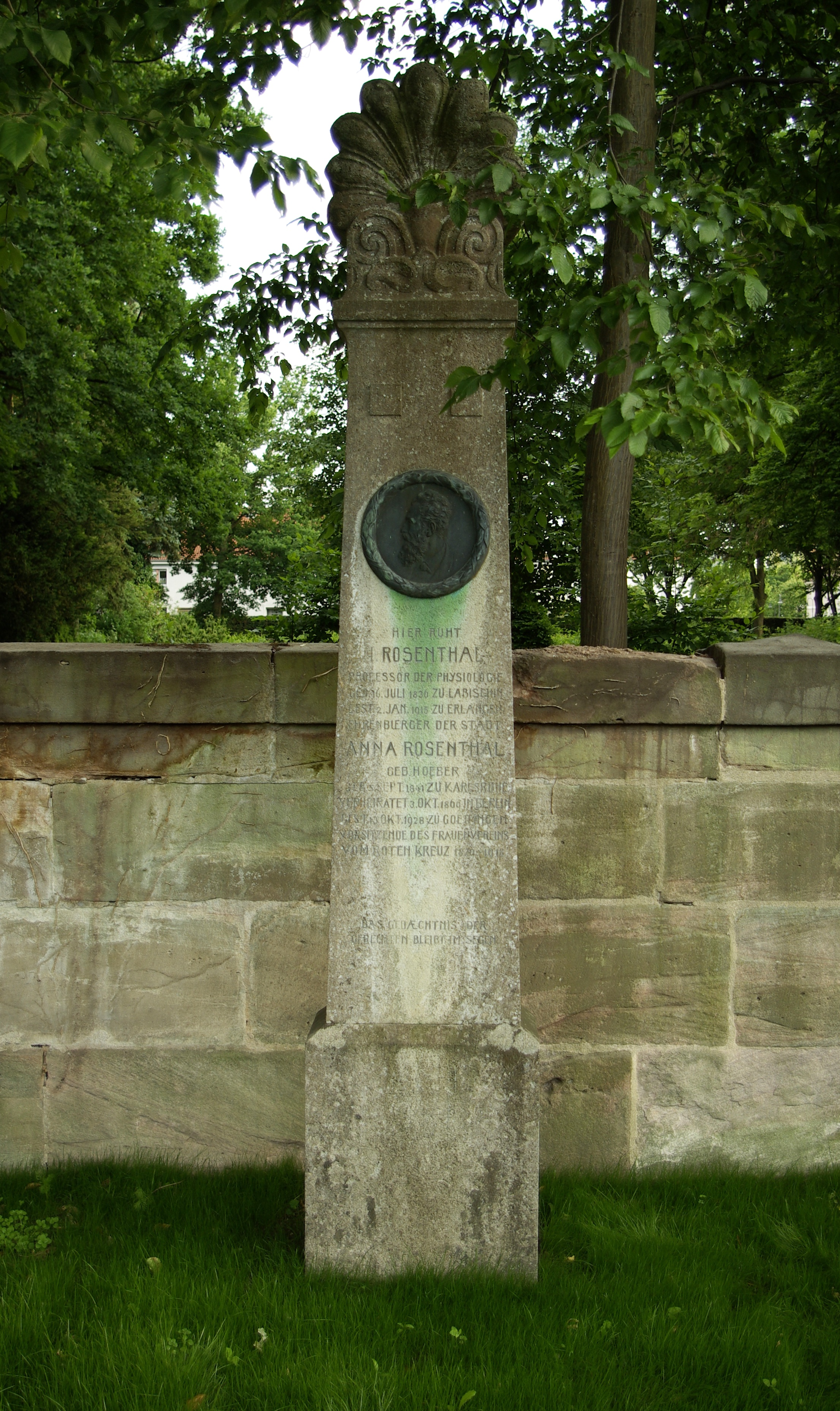
Grabmal für Isidor Rosenthal († 1915)
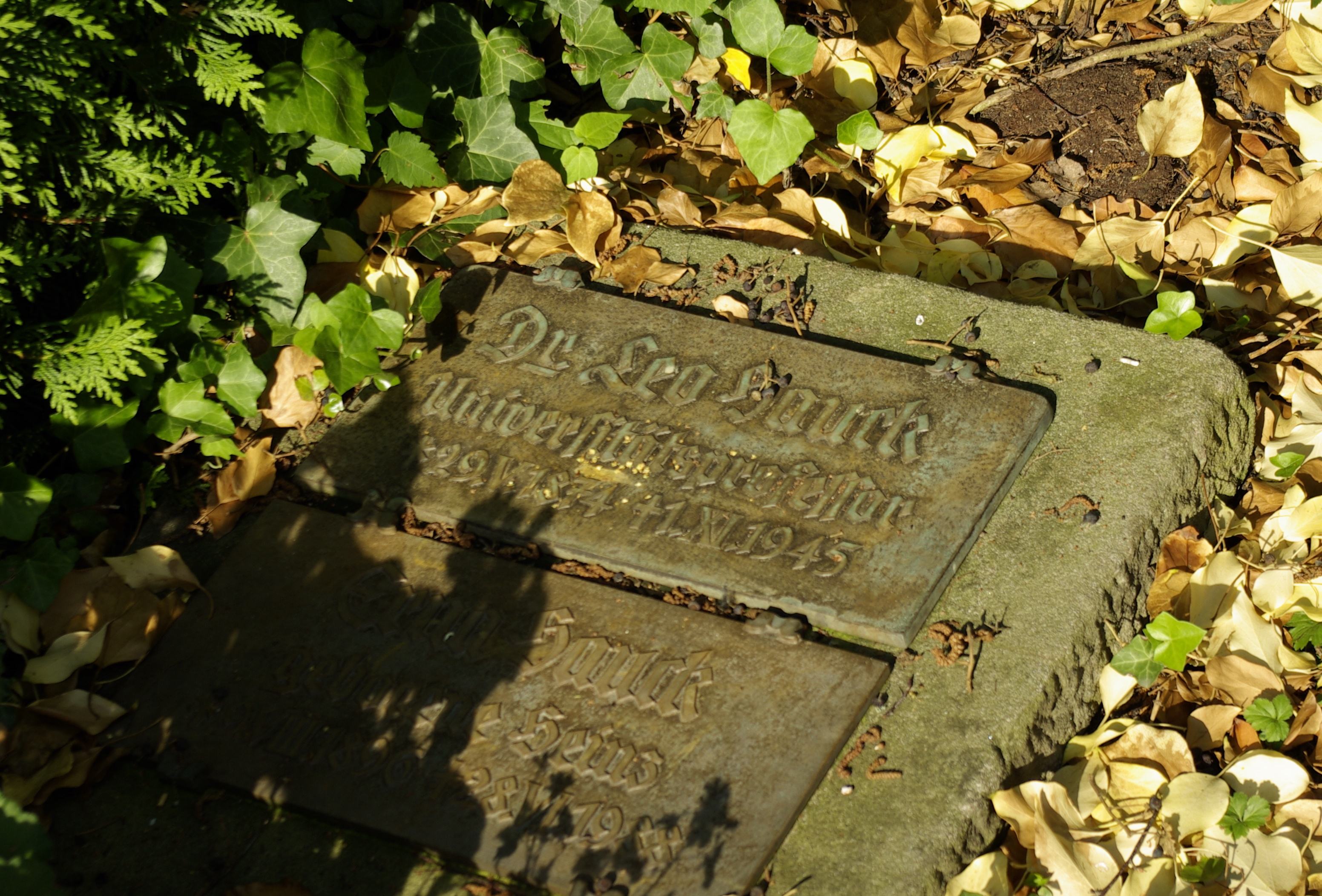
Grabmal für Leo Hauck († 1945)
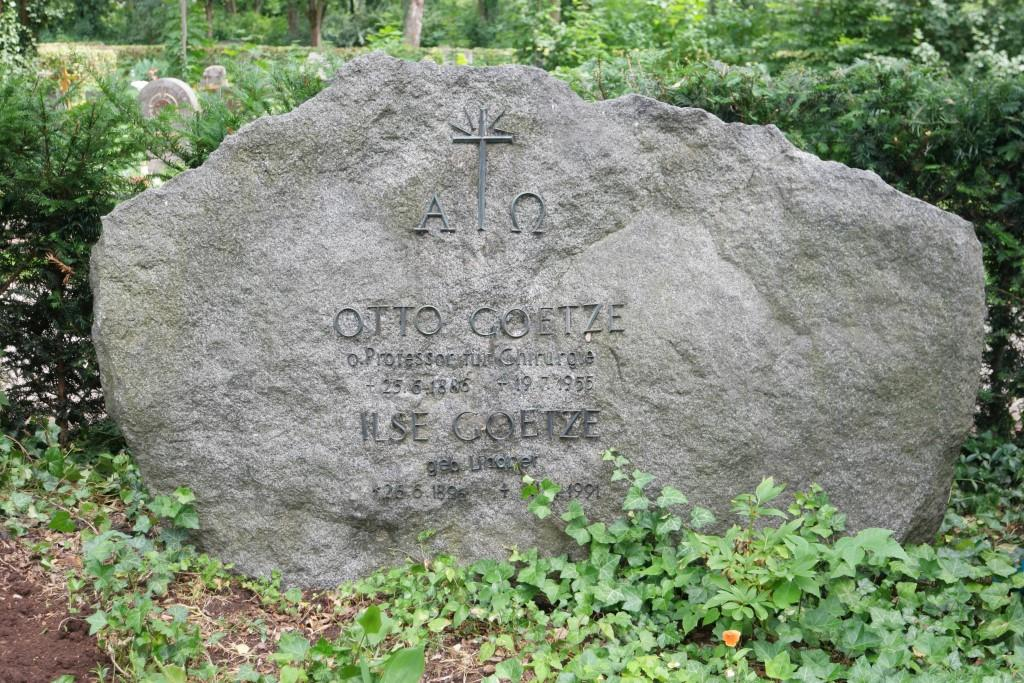
Grabmal für Otto Goetze († 1955)
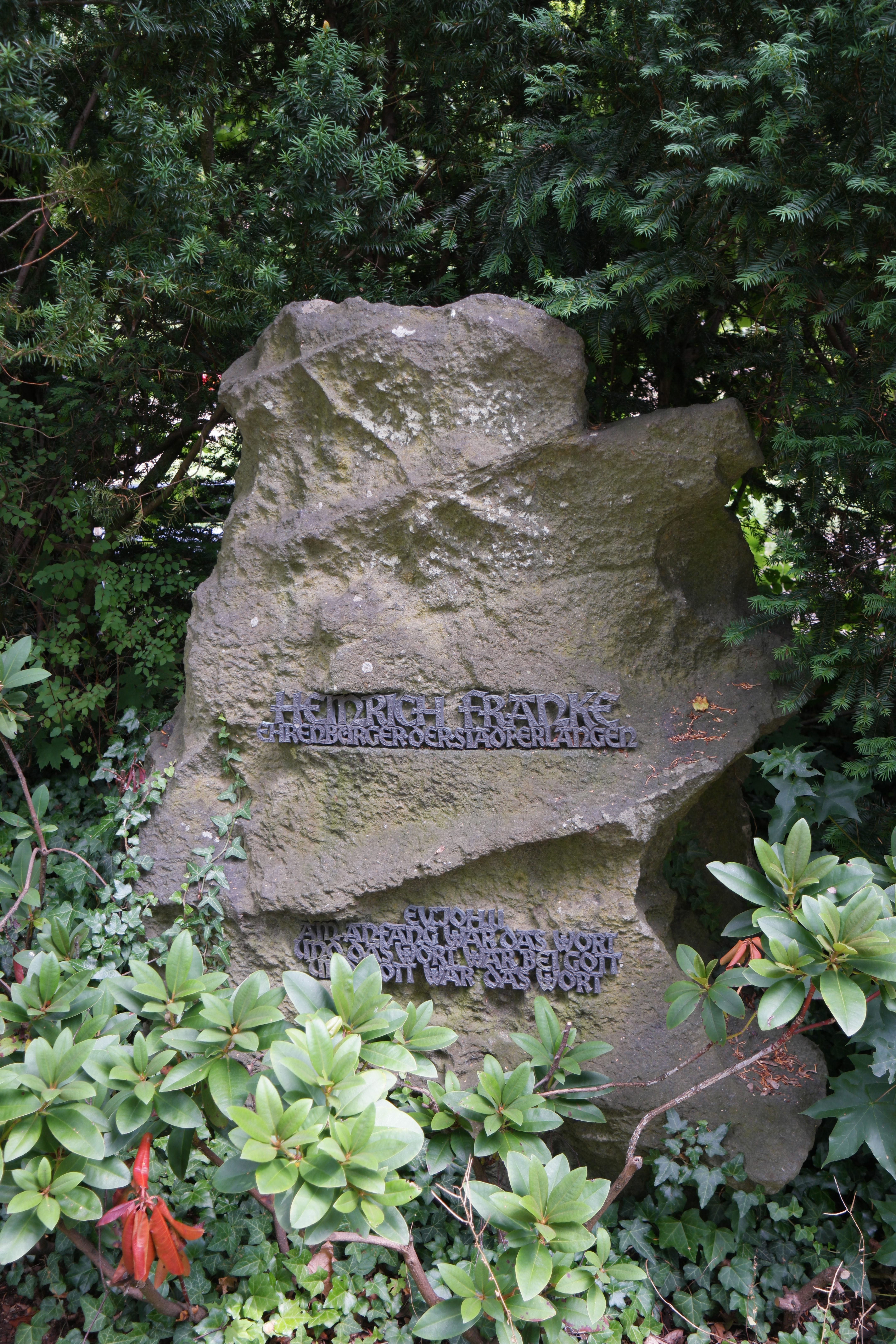
Grabmal für Heinrich Franke († 1966)
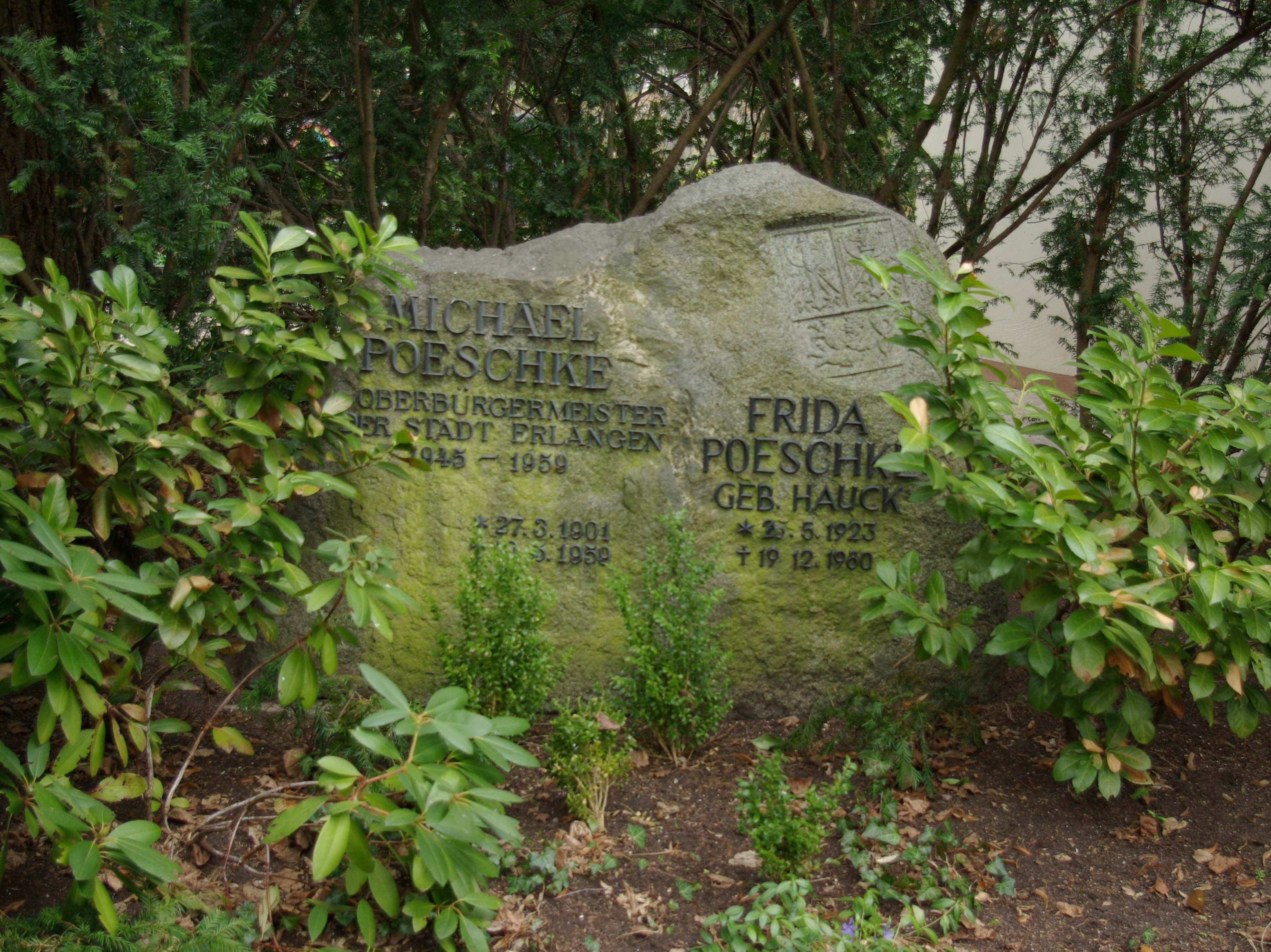
Grabmal für Michael Poeschke († 1959)
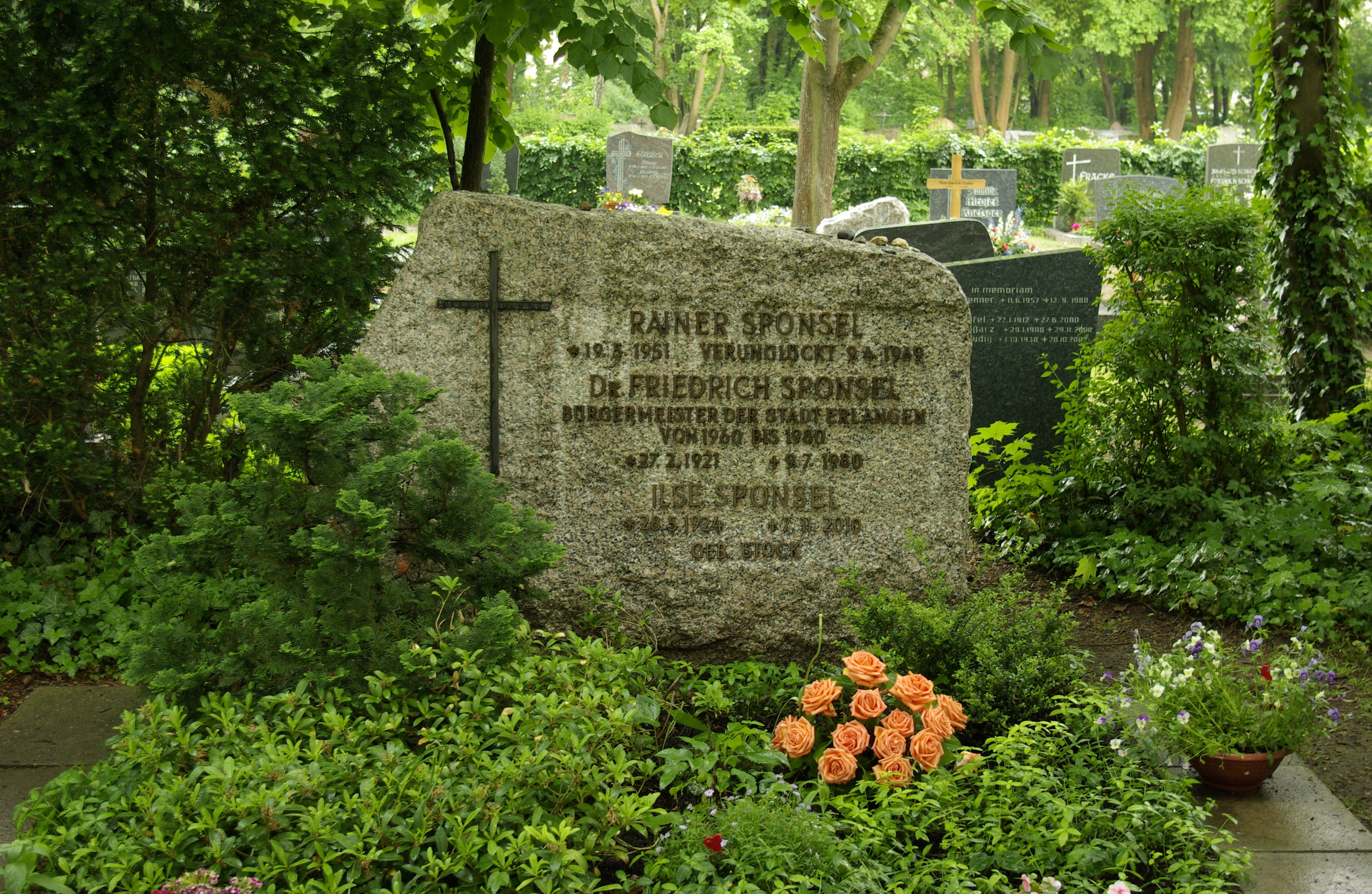
Grabmal für Friedrich Sponsel († 1980)
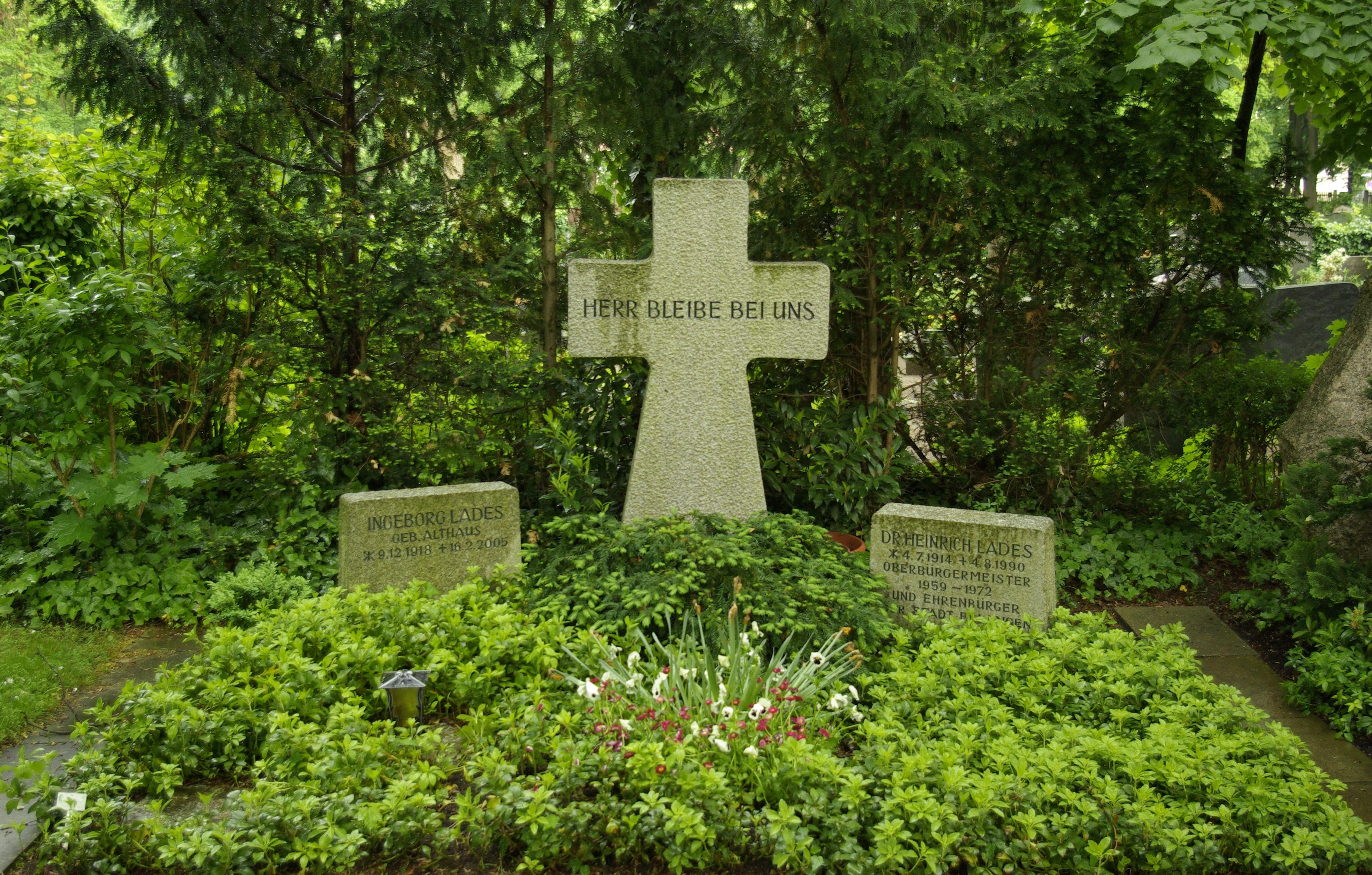
Grabmal für Heinrich Lades († 1990)

### Bauwerke auf dem Friedhof
Sehenswert ist neben den oft in historisierenden Formen gestalteten Grabsteinen des ausgehenden 19. und frühen 20. Jahrhunderts das im gleichen Stil ausgeführte Friedhofstor aus der Zeit um 1895. Das rundbogige Tor aus Sandsteinquadern wird von zwei Rundsäulen flankiert und von einem Dreiecksgiebel, der mit einer Muschelschale verziert ist, bekrönt. Obenauf steht ein großes Kreuz. Die Süd- und Westmauer des Friedhofs mit zahlreichen eingelassenen Gedenktafeln und Grabmälern stammt aus der gleichen Zeit.
Auch die Aussegnungshalle, ein eingeschossiger Sandsteinquaderbau mit Satteldach, wurde um 1895 erbaut. Die Eingangsfront auf der Westseite ist durch auf Rundsäulen ruhende Arkaden und einen Quergiebel mit Glockenaufsatz und Uhr besonders betont. Zu beiden Seiten des Eingangsbereiches erstreckt sich entlang der Westfassade eine Säulenhalle mit ionisierenden Kapitellen.
Die Aussegnungshalle wurde im Jahr 1994 mit einer Orgel der Firma Deininger & Renner (Opus 101) aus Oettingen ausgestattet. Das vollmechanische Schleifladeninstrument umfasst sieben Register auf einem Manual und Pedal. Die Disposition lautet:
| I Manual |             |       |
| 1.       | Gedeckt     | 8′    |
| 2.       | Salicional  | 8′    |
| 3.       | Prinzipal   | 4′    |
| 4.       | Rohrflöte   | 4′    |
| 5.       | Kleinpommer | 2′    |
| 6.       | Quinte      | 1 ⁄3′ |
|          | Tremulant   |       |

| Pedal |        |     |
| 7.    | Subbaß | 16′ |